# Gruppe Ralf Forster
Die Gruppe Ralf Forster (auch DKP-Militärorganisation oder DKP-MO oder Gruppe Aktion genannt) war eine geheime Militärorganisation in der Bundesrepublik Deutschland, die aus Mitgliedern der DKP bestand. Sie sollten in Krisenfällen (in „Zeiten sich zuspitzender Klassenkämpfe“) Sabotageakte und Terroranschläge verüben und Gefangene befreien. Diese Gruppe wurde von der DDR mit Geld, Waffen und Sprengstoff versorgt. Die Durchführung lag bei der Abteilung AGM/S des Ministeriums für Staatssicherheit (Stasi). Die theoretische Ausbildung fand in Ost-Berlin statt. Am Springsee in Brandenburg erfolgte die praktische Ausbildung der Kämpfer durch Offiziere der NVA zu den Themen: „Umgang mit Waffen und Sprengmitteln, die Taktik von Kleinkampfgruppen, Tarnung, Spurenverwischung und das lautlose Töten von Menschen.“ Die Militärorganisation existierte von 1969 bis zum Frühjahr 1989. Die Gründung ging auf eine Absprache von Walter Ulbricht und Max Reimann zurück.

## Geschichte
Die konspirative DKP-Militärorganisation wurde 1969 auf Weisung der SED-Parteiführung gegründet und bestand bis zum Zerfall der DDR 1989. Mindestens seit 1953 existierten im Ministerium für Staatssicherheit Diensteinheiten, die eine solche Partisanentätigkeit vorbereiten sollten. Die von der SED als „Gruppe Ralf Forster“ geführte Organisation wurde mit sechsstelligen Summen finanziert. Bis 1989 erhielt die Gruppe so insgesamt mehrere Millionen DM. Hinter dem Pseudonym Ralf Forster verbarg sich der 1919 in Halle geborene Harry Schmitt, der langjährige Leiter der Gruppe.
Die Aufgabe der Gruppe Ralf Forster bestand darin, unter strengster Konspiration zuverlässige DKP-Genossen auszuwählen, die in der DDR für militärische Aufgaben und Aktionen in der Bundesrepublik Deutschland geschult und ausgebildet wurden. Diese DKP-Genossen bildeten die Militärorganisation der DKP. Ein eigens dafür gegründeter Militärrat, bestehend aus hochrangigen DKP-Funktionären und „Ralf Forster“ alias Harry Schmitt, traf sich regelmäßig zu Beratungen in der DDR. Die Räumlichkeiten für diese Treffen stellte die Abteilung Verkehr beim ZK der SED zur Verfügung. In einem abgeschirmten Ausbildungscamp zwischen Scharmützelsee und Springsee fanden sechs Ausbildungsgänge pro Jahr mit bis zu elf Kämpfern statt, bei denen konspirativ in die DDR geschleuste DKP-Mitglieder im Schießen, Sprengen, Tarnen und Täuschen angeleitet wurden. Geübt wurden etwa die „Zerstörung einer Fernmeldeeinrichtung bei Solingen“ oder „das Legen eines Hinterhaltes mit anschließender Gefangenenbefreiung“. Auch das gezielte Töten von Personen wurde trainiert.
Im Zeitraum von 1969 bis 1989 erhielten etwa 200 DKP-Mitglieder in der DDR eine geheime paramilitärische Ausbildung. Sie sollten im Falle eines Konflikts zwischen den Staaten des Warschauer Paktes und denen der NATO in der Bundesrepublik Deutschland Sabotageakte und terroristische Anschläge verüben. Unklar ist, ob tatsächlich Anschläge durchgeführt wurden. Teile der Akten wurden von der Staatssicherheit gezielt vernichtet.
Für die Ausbildung von DKP-Mitgliedern in der DDR wurden gesonderte Lehrpläne erstellt. Aus ihnen wird ersichtlich, dass der Umgang mit Handfeuerwaffen, Handgranaten und Panzerfäusten, der Umgang und der Einsatz von Brand- und Sprengmitteln sowie das lautlose Beseitigen von Gegnern geübt wurden. Als Ausbilder fungierten hochrangige NVA-Offiziere. Die Ausbildung fand sowohl in der Zentralen Pionierausbildungsbasis am Springsee als auch auf dem Truppenübungsplatz Streganz statt. Die für diese Übungszwecke notwendigen Materialien (Waffen, Munitionen, Sprengstoff und Chemikalien) stellte das Ministerium für Staatssicherheit zur Verfügung. Die Hauptverantwortung für die Ausbildung lag jedoch in den Händen des Ministeriums für Nationale Verteidigung.
Die Existenz der Militärorganisation der DKP wurde erst Ende 1989 durch den Aussteiger Willi Herrmann und darauf folgende Berichte im Spiegel bekannt. Sie wird bis heute von der Führung der DKP vehement abgestritten. Im Jahr 2004 bestätigte sich die Existenz dieser Gruppe durch Aktenfunde der Behörde des Bundesbeauftragten für die Unterlagen des Staatssicherheitsdienstes der ehemaligen Deutschen Demokratischen Republik und es wurden weitere Details bekannt. In Kaiserslautern (unweit der US-Air-Base Ramstein) soll eine Gruppe existiert haben.

Bekannte Mitglieder der Gruppe:
- Harry Schmitt, Deckname: Ralf Forster, langjähriger Leiter der Gruppe
- Willi Herrmann[2][12]
- Rudolf Fey, Deckname: Alex, Mitglied des DKP-Militärrats[2]
- Uwe Eichholz, ehemaliges Mitglied des Parteivorstand und hauptamtlicher Mitarbeiter der DKP[2][13][15]
- Uve Merz[2]
- Horst Krämer, Deckname: Henry Rehbein[2]

## Aufarbeitung
Einige Mitglieder der Gruppe wurden wegen ihrer Mitgliedschaft nach der Wiedervereinigung vor deutschen Gerichten angeklagt. Das Verfahren gegen 14 Angehörige der Militärorganisation wegen „Vorbereitung von Sabotagehandlungen“ und „Agententätigkeit zu Sabotagezwecken“ vor dem Landgericht Frankfurt am Main ging für alle Beschuldigten straffrei aus und wurde auch gegen die letzten vier Angeklagten im November 1995 gegen Zahlung von Geldbußen zwischen 1500 und 5000 Mark eingestellt.